# Navarangahala
El Navarangahala ("Nuevo Teatro"),  se localiza en Colombo, es uno de los principales teatros nacionales de Sri Lanka.
Construido entre 1966 y 1969 por el cuarto Regimiento de Ingenieros del ejército de Sri Lanka como el Salón de la Escuela Primaria Real, fue diseñado especialmente para el drama y música local que requería un auditorio.
Su fundación vino como iniciativa del gobierno y de simpatizantes. Hasta que fue construido no había teatros cerrados construidos expresamente para las artes locales, además de los pocos anfiteatros al aire libre.